# Димитър Ников
Димитър Иванов Ников е български учител и историк.

## Биография
Роден е през 1908 година в село Голямо Белово, Пазарджишко, в семейството на фурнаджията Иван Ников и Анастасия. Има 5 братя и сестри – Стоянка, Йорданка, Борис, Никола и Елена. Родът е преселнически – дядото Никола (Нико) Пешев Тучбев е от Мехомия, роден е през 1838 година. Родовата легенда разказва, че след сбиване и нещастен случай със сина на бея, Никола бяга в Солун на 18-годишна възраст през 1856 година. Там започва да използва съкратения вариант на името си Нико. През 1866 година се установява в село Голямо Белово и започва да работи като ратай в дома на Георги Писков. По-късно се оженва за дъщеря му Елена, която по онова време е на 35 години. От брака им се раждат 7 деца – 5 момчета и 2 момичета. Нико е активен участник във Априлското въстание. Георги Бенковски лично го въоръжава. В спомените и литературата е описан като Нико Македонеца. Така става основател на големия Ников род, който има разклонения извън Белово.
Димитър започва училище на 8 години и завършва прогимназия в родното си село през 1923 година и 4-годишен курс на обучение в Семинарията през 1927 година, а през есента на същата година са записва студент в Историко-филологическия факултет на Софийския университет. През 1928 г. събира около себе си група от млади голямобеловци с културни интереси и предприема събирателска дейност за създаване на музей в селото. В тази дейност е насърчаван и подпомаган от големия български етнограф проф. Христо Вакарелски, завършил прогимназия в Голямо Белово.
Събраните материали са поставени във вътрешния двор на църквата „Свети Георги“ и в пещерната църква „Св. св. Козма и Дамян“. Дейността се засилва, след като Димитър Ников става учител в Голямо Белово. Тогава Вакарелски го насочва към комплексно етнографско изследване на Голямо Белово. Събират се спомени, песни, легенди и предания. Открити са старопечатни книги и ръкописи. По свидетелства на съвременници и роднини Димитър Ников търси упорито материали, за да докаже тезата, че Паисий Хилендарски е роден в Голямо Белово. Не крие това си убеждение, което му коства доста неприятности и разправии. Като учител в родното си село създава църковен хор, който прави силно впечатление на хората.
През 1934 година Ников напуска Белово и се установява в Пловдив, където е учител, а по-късно и директор на Втора мъжка гимназия. В Пловдив създава семейство, ражда му се син Ивайло. След боледуване и операция Димитър Ников почива през 1952 година. През 50-те години на XX век голяма част от събраното е разпиляно. Димитър Ников не публикува проучванията си.